# 水揚げ
水揚げ（みずあげ）には以下の意味がある。
- 船の荷物を陸に揚げること。りくあげ。
- （漁業において）漁獲（量）。参照⇒漁業#水産業・漁業用語
- （水商売などで）売り上げ。稼ぎ高。
- 草花を長持ちさせる方法。
- 若い芸妓に旦那がつくこと（現代において）。参照⇒水揚げ (花街)

この項目では、草花の「水揚げ」について述べる。

## 生花の延命法としての水揚げ
生け花や、生花業者等が切花などが、長持ちするように施す処理のこと。
以下の方法が代表的
- 切り戻し
- 水切り
- 深水
- 湯揚げ
- 逆水

他にも、
- 切り口を焼く、たたく･砕く
- 水の代わりに酢やアルコールを使う
- 延命剤を使う

など、様々な方法がある。
水揚げに関して